# Alessio Bolognani
Alessio Bolognani (Cavalese, 17 novembre 1983) è un ex saltatore con gli sci italiano.

## Biografia
Nato a Cavalese, in Trentino, nel 1983, ha esordito in Coppa del Mondo l'8 marzo 2003 a Oslo, in Norvegia.
Nel 2005 ha partecipato ai Mondiali di Oberstdorf, in Germania, nelle gare a squadre, terminando 15º nel trampolino normale e 12º in quello largo.
A 22 anni ha preso parte ai Giochi olimpici di Torino 2006, in tutte e tre le gare. Nel trampolino normale è arrivato 40º con 100.5 punti, non riuscendo ad accedere alla finale; nel trampolino largo è riuscito invece ad arrivare all'ultimo atto, grazie al 33º posto nelle qualificazioni, chiudendo la finale 44º con 70.7 punti; nel trampolino largo a squadre, infine, insieme a Davide Bresadola, Sebastian Colloredo e Andrea Morassi ha terminato 11º con 328.4 punti.
Ha chiuso la carriera agonistica nel 2007, a 24 anni.
Ai campionati italiani ha vinto 1 oro e 5 bronzi tra trampolino normale e trampolino grande.